# 우리의 거리에서
〈우리의 거리에서〉(僕らの街で 보쿠라노마치데[*])는 KAT-TUN의 3번째 싱글이다.

## 개요
2006년 10월에 미국 어학연수를 위해 그룹을 일시적으로 떠난 아카니시 진을 제외한 5인의 싱글. 초회 한정반, 통상반 초회 프레스, 통상반의 3종류로 발표하여, 모두 수록곡이 다르다. 초회 한정반에는 〈우리의 거리에서〉의 비디오 클립을 수록한 DVD가 같이 들어있다.

## 차트 성적
오리콘 차트에서는 집계상 불리한 목요일의 발매였지만, 초동으로 약 41만 장을 팔아, 사상초 데뷔 이래 싱글 3작품 연속으로 초동 40만 장 돌파, 누계 50만 장을 넘겼다. 2006년의 초동 매상의 TOP 3도 이 세 작품이 독점하고 있다.

## 수록곡

### 초회 한정반
1. 僕らの街で / 우리의 거리에서
작사·작곡·편곡: 오다 카즈마사
  - 멤버 카메나시 카즈야와 탈퇴멤버 다나카 코키의 드라마 《단 하나의 사랑》 주제가.
  - 쟈니즈 사무소에 소속하는 그룹에의 제공은 처음이 되는 오다 카즈마사가 드라마의 대본을 직접 읽어보고 난 후 쓴 곡이다. 오다는 레코딩에도 참여하여, 멤버가 작곡가와 함께 레코딩하는 것은 처음이었다. 후에 오다 자신도 《크리스마스의 약속》(2006년 12월 28일, TBS)이나 2008년의 전국 투어 중에 셀프 커버 하고 있어, “이 곡을 노래하면, 모두가 꿈을 쫓고 있던 토호쿠 대학의 날들로 돌아간다”[2]〉라고 말하고 있다.
  - 뮤직 비디오는 드라마의 무대가 되었던 요코하마에서 촬영되었다.
2. Way of Love
작사: ma-saya / 작곡·편곡 : 에가미 코타로

DVD
1. 〈僕らの街で〉 비디오 클립

### 통상반 초회 프레스
1. 僕らの街で / 우리의 거리에서
2. Way of Love
3. Le ciel 〜君の幸せ祈る言葉〜【X'mas Remix 5 Version】 / Le ciel ~네 행복을 비는 말~ 【X'mas Remix 5 Version】
작사: SPIN / 작곡: Akihito / 편곡: ha-j
  - CD 데뷔 전부터 노래하고 있던 KAT-TUN의 오리지널 곡 〈Le ciel ~네 행복을 비는 말~〉을 리믹스해, 5명이서 다시 부른 버전. 오리지널 곡은 아직 음원화 되지 않았다.
4. 僕らの街で（オリジナル･カラオケ）
5. Way of Love（オリジナル･カラオケ）
6. Le ciel 〜君の幸せ祈る言葉〜【X'mas Remix 5 Version】（オリジナル･カラオケ）

### 통상반
1. 僕らの街で / 우리의 거리에서
2. Way of Love
3. 僕らの街で（オリジナル･カラオケ）
4. Way of Love（オリジナル･カラオケ）